# Reden gegen Verres

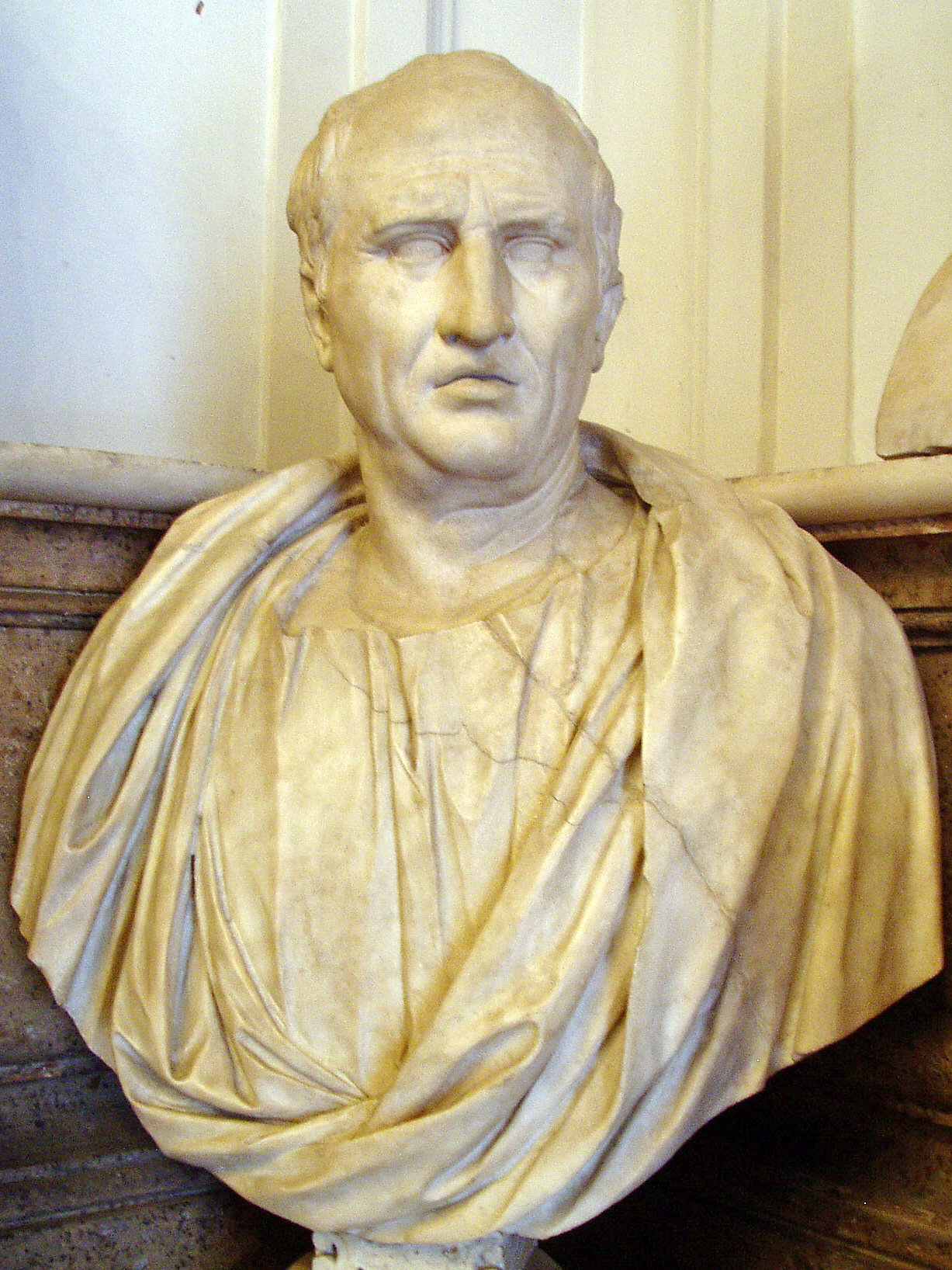
Büste Ciceros in den Kapitolinischen Museen, 1. Jh. v. Chr.

Als Reden gegen Verres (lateinisch Orationes in Verrem, deutsch auch Verrinen) werden Reden Marcus Tullius Ciceros bezeichnet, die dieser 70 v. Chr. im Zusammenhang mit einem Repetundenprozess gegen den Adligen Gaius Verres, einen korrupten ehemaligen Statthalter der Provinz Sizilien, verfasste.
Durch seinen Sieg in diesem Strafverfahren – dem einzigen, in dem er je als Ankläger auftrat – errang der homo novus Cicero, der kurz davor zum Ädil für das Jahr 69 v. Chr. gewählt worden war, hohes öffentliches Ansehen. Verres’ Verteidiger war Quintus Hortensius Hortalus, der bis dahin als bedeutendster Redner Roms galt.

## Vorgeschichte
In den Jahren 73 bis 71 v. Chr. war Verres Proprätor in Sizilien, einem der wichtigsten Getreidelieferanten des Römischen Reiches. In diesen Jahren wurde Italien vom Sklavenaufstand des Spartacus erschüttert, der der Grund dafür war, dass Verres nicht, wie ursprünglich vorgesehen, bereits 72 von Quintus Arrius abgelöst wurde. In seiner Amtszeit machte sich Verres einer Vielzahl von Verstößen gegen Recht und Gesetz schuldig: In Zusammenarbeit mit den Publicani, gewinnorientierten Steuerpächtern aus dem Ritterstand, presste er Sizilien finanziell aus, zog als oberster Gerichtsherr der Provinz ihm lukrativ erscheinende Prozesse an sich, wobei er auch zum Teil Jahrzehnte zurückliegende Streitfälle wieder aufwärmte; er beschlagnahmte (für seine Sammlung) aus Tempeln, öffentlichen Plätzen und von Privatleuten zumeist griechische Kunstwerke, darunter aus zu dieser Zeit besonders wertgeschätztem und teurem Corinthium aes, und überzog Provinzbewohner, die sich gegen ihn wehrten, mit unrechtmäßigen Prozessen, wobei er auch vor Körperstrafen und Hinrichtungen römischer Bürger nicht zurückschreckte.
Im Jahr 71 v. Chr. bat eine Abordnung aus mehreren sizilischen Gemeinden Cicero, als ihr patronus gegen Verres einen Prozess anzustrengen. Cicero selbst war 75 v. Chr. auf Sizilien als Quästor tätig gewesen und hatte dort viele Kontakte geknüpft, die ihm beim Prozess gegen Verres halfen, umfangreiches Indizienmaterial zu sammeln. Das Jahr 70 v. Chr. schien günstig, denn die beiden Konsuln Gnaeus Pompeius und Marcus Licinius Crassus schickten sich gerade an, der seit der Verfassungsreform Sullas uneingeschränkt herrschenden Senatsaristokratie ihr Machtmonopol zu nehmen. Namentlich änderten sie die Besetzung der Repetundengerichtshöfe, die für die Aburteilung korrupter Promagistrate zuständig waren. Sie sollten nicht mehr allein mit Angehörigen des Senatorenstandes besetzt werden, die als ehemalige oder künftige Statthalter kein Interesse daran hatten, die Möglichkeiten zur Ausbeutung von Provinzen einzuschränken, sondern neben diesen auch mit Angehörigen des Ritterstands und mit Aerartribunen. Wenn diese Reform auch erst nach dem Verres-Prozess vollendet wurde, steht sie mit diesem doch in engem Verhältnis und zeigt die politische Atmosphäre, in der Cicero agierte.
Für das Jahr 69 war absehbar, dass die Lage für Verres wieder günstiger werden würde, denn dann würden politische Freunde von ihm an die Macht kommen: Zu Konsuln gewählt waren Verres‘ Verteidiger Hortensius und Quintus Caecilius Metellus Creticus; dessen Bruder Marcus Caecilius Metellus sollte als Prätor den Vorsitz über den Gerichtshof de repetundis erhalten. Daher lag Verres‘ Unterstützern daran, Zeit zu gewinnen und das Verfahren möglichst in das kommende Jahr zu verschieben. Als Erstes wurde versucht, Cicero das Mandat für den Prozess zu nehmen: Quintus Caecilius Niger, ein ehemaliger Quästor des Verres, beantragte, seinen ehemaligen Vorgesetzten selbst anklagen zu dürfen – offenkundig in der Absicht, ihn vor ernsterem Schaden zu bewahren. Cicero musste sich zu Beginn des Jahres 70 erst in einem Vorverfahren das Recht erstreiten, Verres anzuklagen; seine diesbezügliche Rede, die Divinatio in Caecilium, ist erhalten geblieben.
Cicero bekam vom zuständigen Prätor Manius Acilius Glabrio 110 Tage zur Vorbereitung seiner Anklage eingeräumt: Im Februar 70 reiste er daher für zweieinhalb Monate nach Sizilien, um Zeugen zu befragen, Beweismaterial zu sammeln und die Gemeinden aufzufordern, Gesandtschaften zum Prozess nach Rom zu schicken. Verres‘ Nachfolger als Statthalter Lucius Caecilius Metellus, der Bruder des designierten Konsuls, hatte mit seinen Versuchen, Ciceros Recherchen zu hintertreiben, keinen Erfolg.
Aussichtsreicher schien der Plan der Verres-Partei, die für den Prozess zur Verfügung stehende Zeit künstlich zu verknappen, um ihn in das Folgejahr ziehen zu können. Zu diesem Zweck hatten sie eigens einen anderen Repetundenprozess vor das Verfahren gegen Verres gelegt und ihn so, wie Cicero angibt, um drei Monate verzögert. Das Verfahren sollte daher erst am 5. August mit der actio prima, beginnen, dem ausführlichen Eröffnungsplädoyer, dem ein erster Durchgang durch das Beweismaterial einschließlich Befragung der Zeugen folgen sollte, die üblicherweise etwa zehn Tage benötigte. Die in Repetundenverfahren übliche actio secunda, der zweite Durchgang, konnte wegen des im Jahr 70 besonders überladenen römischen Festkalenders dann frühestens in der zweiten Novemberhälfte beginnen. Anfang Dezember aber sollten mehrere Richter ausscheiden, um Magistraturen zu übernehmen; die dadurch notwendig werdenden Nachwahlen würden einen Abschluss des Prozesses vor Ende 70 unmöglich machen.

## Der Prozess
Um den Plan der Verteidigung zu durchkreuzen, gab Cicero zu Prozessbeginn am 5. August 70 eine nur etwa einstündige Erklärung ab, in der er auf das übliche mehrtägige Plädoyer verzichtete und ankündigte, gleich in die Beweisaufnahme eintreten zu wollen. Diese währte bis zum 13. August. Cicero konnte dabei nachweisen, dass Verres während seiner Amtszeit etwa 40 Millionen Sesterzen von den Einwohnern seiner Provinz erpresst hatte. Weil Cicero deutlich schneller zu einem Ende gekommen war als Hortensius erwartet hatte, fand der zweite Termin des Prozesses bereits am 20. September statt. Zu diesem Zeitpunkt war Verres auf Anraten seines Verteidigers bereits nach Massilia ins Exil gegangen – zu erdrückend waren die von Cicero präsentierten Beweise gewesen. Der Gerichtshof sprach Verres schuldig und verurteilte ihn zur Zahlung von drei Millionen Sesterzen – nach Manfred Fuhrmanns Vermutung war das die Summe, die man noch hatte beschlagnahmen können, da es Verres gestattet worden war, sein Vermögen mit ins Exil zu nehmen.

## Die Reden
Cicero veröffentlichte kurz nach dem gewonnenen Prozess seine Reden. Das betraf nicht nur sein kurzes Statement in der actio prima, sondern auch das wesentlich umfangreichere Material, das er für den Fall vorbereitet hatte, dass Verres sich dem Fortgang des Prozesses noch gestellt hätte. Dies fügte er als actio secunda in fünf Büchern an, die alle ebenfalls in die Form von Reden gekleidet waren. Cicero spricht darin die Richter, den vorsitzenden Prätor und den Angeklagten an, verwendet zahlreiche rhetorische Stilmittel, wechselt von Ironie zu emotionaler Empörung, wird wieder betont sachlich usw. und tut alles, um eine imaginierte Zuhörerschaft von der Schuld des Angeklagten zu überzeugen.
Egidius Schmalzriedt (1935–2003) schrieb, diese Reden seien das erste Werk Ciceros, das „zu einem wesentlichen Teil rein literarischen Charakter“ habe, weil sie in Wirklichkeit nie gehalten wurden.

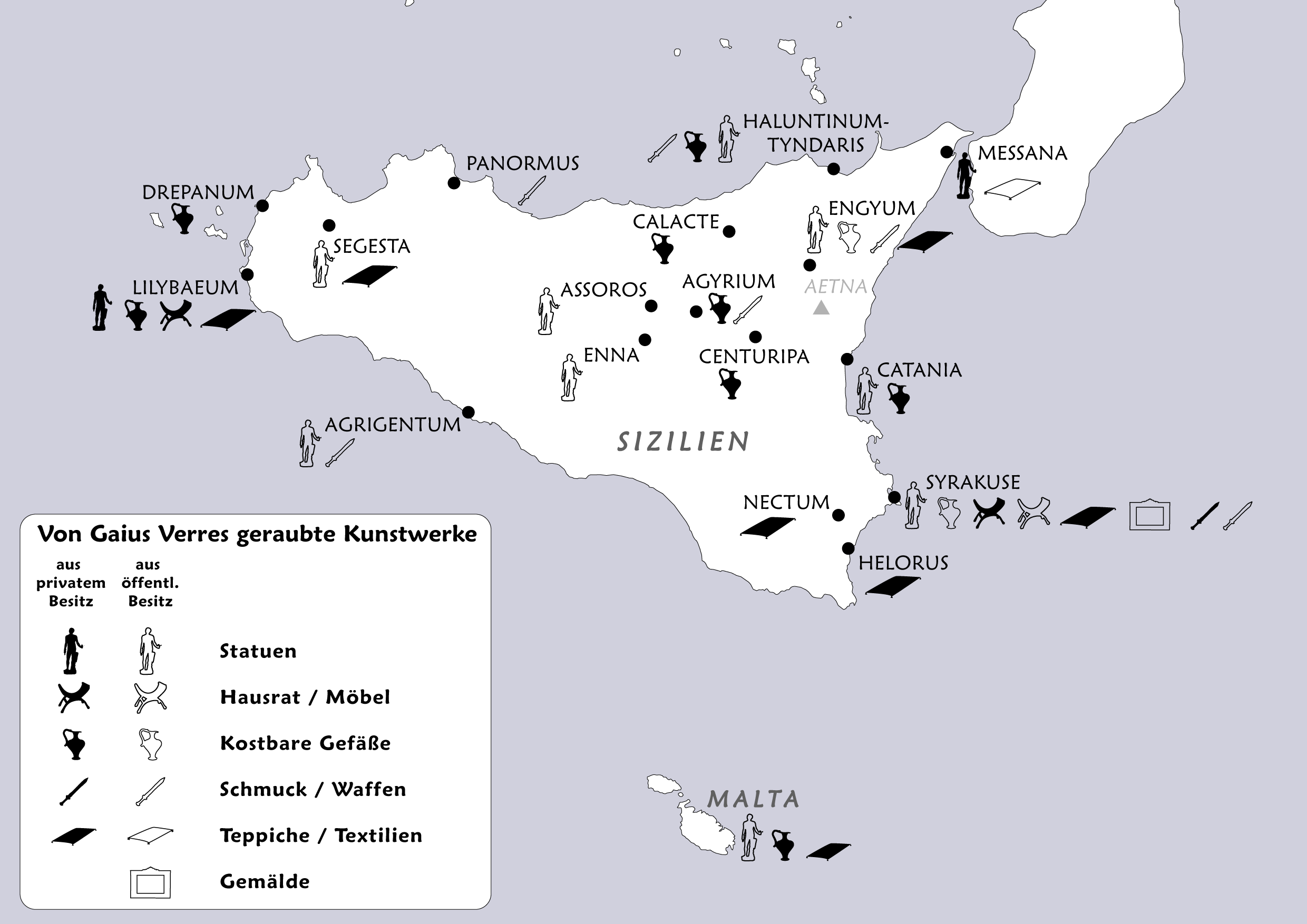
Karte Siziliens mit den Tatorten von Verres' Kunstraub

Inhaltlich befasst sich das erste Buch der actio secunda mit dem Vorleben des Verres, einem eigentlich verfahrensfremden Thema, doch die polemisch gewürzte vita ante acta war ein Topos der antiken Gerichtsrede. Buch zwei klagt seine Amtsführung als Proprätor in den Bereichen Verwaltung und Rechtsprechung an. Buch drei hat den Ruin des sizilischen Getreideanbaus zum Thema, den Verres verschuldet haben soll. In Buch vier geht es um den Raub von Kunstwerken, wobei die Plünderung des Ceres-Heiligtums in Henna im Zentrum steht. Buch fünf befasst sich mit der Verfolgung Unschuldiger durch Verres und den innen- und außenpolitischen Rückwirkungen, die sein Willkürregime zur Folge hatte. Auch dieses Thema war eigentlich verfahrensfremd, da Verres ja de repetundis angeklagt war und nicht wegen Justizmordes, doch schienen diese Vorfälle geeignet, die Empörung der Zuhörer gegen den Angeklagten zu entfachen. Hier findet sich auch die effektvolle Schilderung vom Schicksal des Publius Gavius, den Verres als vermeintlichen Spitzel des Spartacus hatte auspeitschen und kreuzigen lassen: Dessen verzweifelte Schreie „Civis romanus sum“ – „Ich bin römischer Bürger!“, mit denen er vergeblich sein Recht, nicht misshandelt zu werden, einzufordern suchte, wurden ein geflügeltes Wort.
Das dritte und das vierte Buch der actio secunda sind von großer Bedeutung als Quellen für die römische Provinzialverwaltung, das Steuerwesen und für das Verhältnis der römischen Führungselite zur griechischen bildenden Kunst.

## Rezeption
In seinem historischen Roman Imperium beschreibt Robert Harris ausführlich den Prozess gegen Verres, Ciceros Rolle dabei und dessen akribische Vorbereitungen. Entgegen den Tatsachen stellt Harris es jedoch so dar, als wäre Cicero durch den Verres-Prozess überhaupt erst zu einer bekannten öffentlichen Person in Rom geworden. Das war dieser jedoch bereits seit er zehn Jahre zuvor, 80 v. Chr., erfolgreich Sextus Roscius verteidigt hatte.